# Pandemia de COVID-19 en São Paulo
El primer caso de la pandemia del COVID-19 en São Paulo, estado de Brasil, se confirmó el 26 de febrero de 2020. Al 1 de noviembre de 2020 había 1.120.000 casos confirmados y 39.311 fallecidos.

## Cronología

### Febrero
El 26 de febrero el Departamento de Salud del Estado de São Paulo confirmó el primer caso de COVID-19 en São Paulo. Se trataba de un paciente de 61 años que había realizado un viaje a Italia del 9 al 21 de febrero. El Ministerio de Salud informó el primer caso positivo de COVID-19 en el estado, que también fue el primero en todo Brasil. El paciente uno tuvo síntomas leves y fue puesto en cuarentena en casa.
El 27 de febrero el Estado de São Paulo reportó 85 casos sospechosos, de un total de 132 a nivel nacional.
El 29 de febrero la segunda confirmación de un caso de COVID-19 tuvo lugar en la ciudad de São Paulo.

### Marzo
El 1 y 4 de marzo se reportaron el tercer y cuarto casos de COVID-19 en São Paulo.
El 13 de marzo se confirma el primer caso de COVID-19 en São José do Rio Preto, al noroeste del estado de São Paulo. El primer paciente confirmado en Brasil, diagnosticado en el mes anterior, fue curado.
El 17 de marzo se confirmó la primera muerte por COVID-19.
El 30 de marzo el Hospital Sírio-Libanês, en la ciudad de São Paulo, tuvo que retirar a 104 empleados durante 14 días por haber dado positivo al nuevo coronavirus. El Hospital Israelita Albert Einstein, en la misma ciudad, tuvo que remover a 348 profesionales; de estos 13 fueron hospitalizados. Hasta este momento, el Estado de São Paulo registró un total de 98 muertes.

### Abril
El 9 de abril el estado de São Paulo registró 68 muertes, el número más alto registrado en solo un día desde el comienzo de la pandemia en Brasil, totalizando 496 muertes en el estado debido al COVID-19.
El 28 de abril el estado de São Paulo registró en 24 horas un conteo de 224 muertes. El número total de muertes alcanzó las 2.049, y 24.041 fueron infectadas.

## Estadísticas
Los gráficos a continuación muestran el crecimiento de casos y muertes después de la confirmación del primer caso en Brasil (25/02/2020). Los datos provienen de los boletines del Departamento de Salud del Estado (SES).

Casos consolidados en São Paulo.
Óbitos consolidados en São Paulo.
Casos acumulados en São Paulo.
Óbitos acumulados en São Paulo.